# Muszyna

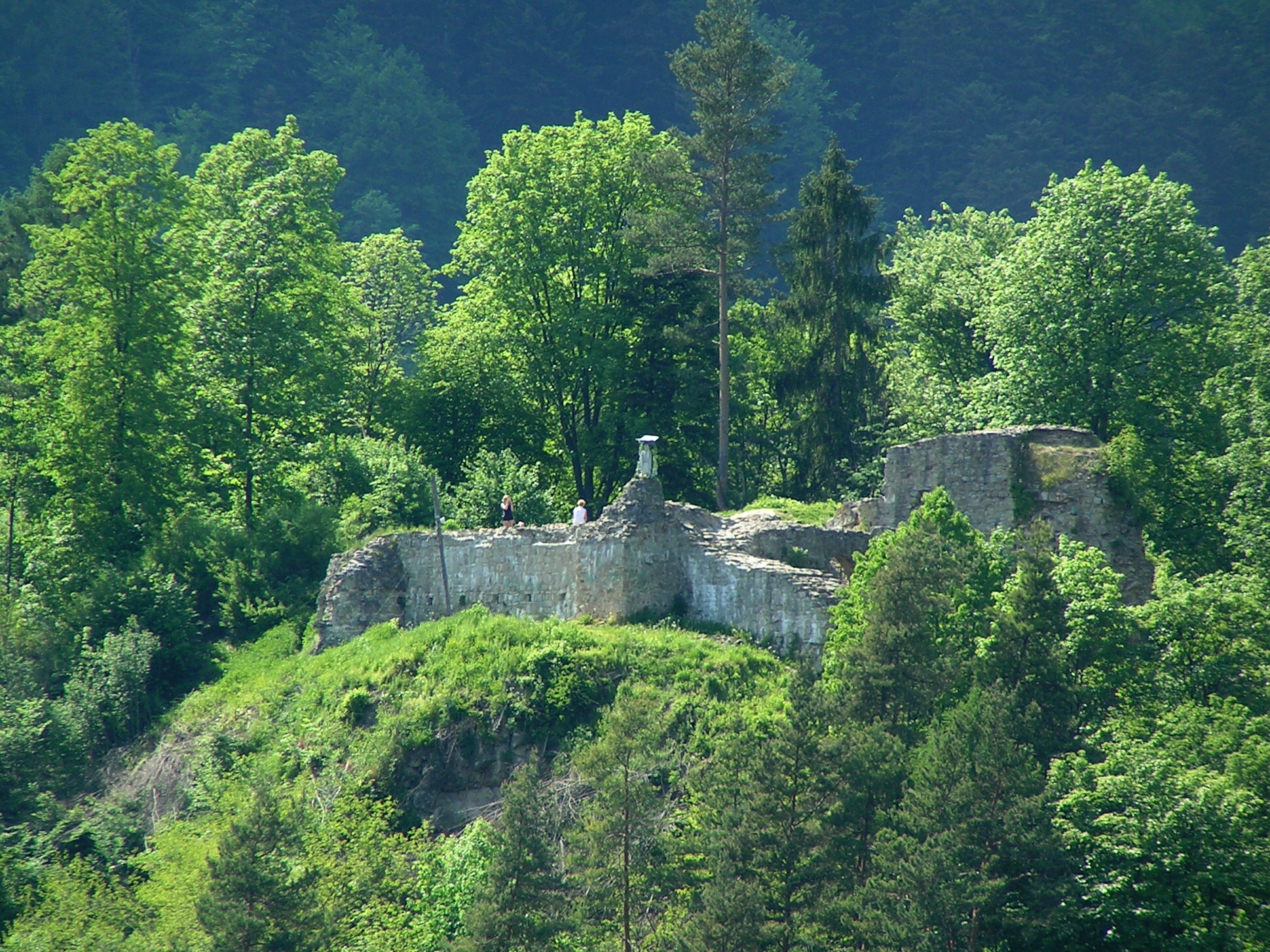
Ruine de castel

Muszyna este un oraș în județul Nowy Sącz, Voievodatul Polonia Mică, cu o populație de 5.123 locuitori (2011) în sudul Poloniei.